# 第89奧茲突擊旅
第89奧茲突擊旅（希伯來語：‎）是以色列国防军的特種部隊之一，組建於2015年12月，為由步兵特種部隊組成的獨立戰術編隊。